# Augsburg-Ulrichsviertel
Das Ulrichsviertel ist ein Stadtteil von Augsburg, der zum Planungsraum Augsburg-Innenstadt gehört, wobei sein westlicher Teil zum Stadtbezirk Innenstadt, St. Ulrich-Dom, sein östlicher Teil dagegen zum Bezirk Lechviertel, östliches Ulrichsviertel gezählt werden. Die Einwohnerzahl liegt bei etwa 4.000.

## Geschichte
Das Ulrichsviertel grenzt unmittelbar an das Lechviertel, mit dem es den Stadtbezirk 1, Lechviertel-Ulrichsviertel bildet. Wie das Lechviertel befindet es sich im Flusstal des Lechs. Die Atmosphäre der beiden Stadtteilen wirkt ähnlich: Enge Gassen, Lechkanäle und individuelle Geschäfte.
Der Baustil unterscheidet die beiden Viertel: Viele der typischen Häuser im Ulrichsviertel haben auf dem Dach die Biberschwanzziegel aus dem Mittelalter. Auch im Ulrichsviertel gab es viele Handwerkerhäuser, von denen einige noch bestehen.
Malerbetriebe und Feilenhauereien hatten oder haben hier ihren kleinen Häuser, angetrieben von den Lechkanälen. Das Ulrichsviertel wird teilweise noch von den alten Stadtmauern umschlossen und lässt somit an den grünen Wallanlagen einen schönen Spaziergang zu.
Die Stadtmauer ist dem Stadtgraben benachbart, der im Mittelalter die Stadt vor Eindringlingen schützte und dies bis zum Einzug der Bayern im frühen 19. Jahrhundert auch schaffte. Die Augsburger Kaufleute waren mehr ein handelndes als ein schießendes Volk. Heute sind nur noch etwa zwanzig Prozent der alten Stadtmauer erhalten, genug um einen kilometerlangen Spaziergang zwischen Fischertor und Rotem Tor zu machen. Vier Stadttore, zwei Bastionen, Wallanlagen und Stadtmauern sind die Überreste der großen Festungsanlage, die bis in die 1860er Jahre die Altstadt komplett umschloss.

## Ulrichsviertel heute

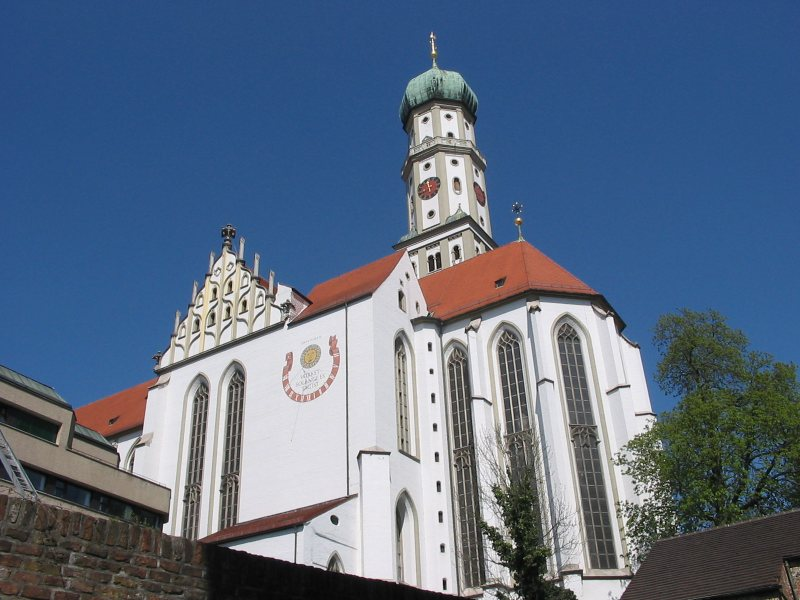
Basilika St. Ulrich und Afra

Das Ulrichsviertel wurde, wie die komplette Augsburger Altstadt, aufwändig saniert. Die alten Häuser wurden renoviert, die Lechkanäle freigelegt und eine anwohnerfreundliche Umgebung geschaffen.
Im Gegensatz zum benachbarten Lechviertel, wo die meisten Handwerksbetriebe ausgesiedelt wurden, gibt es im Ulrichsviertel noch einige alte Handwerksbetriebe, die ihrer Tätigkeit seit Jahrhunderten im Schatten der in der Oberstadt liegenden St. Ulrich-Kirche nachgehen.
Heute gibt es im Ulrichsviertel viele kleine Geschäfte, die nächtliche Kneipenszene ist verteilt auf das ganze Viertel.

## Brunnenstadt Augsburg
Das Ulrichsviertel gilt als Ursprung der Brunnen und der damit verbundenen Möglichkeit, sauberes Trinkwasser zu erhalten. Für die damaligen Bewohner Augsburgs war Trinkwasser ein Luxusgut, das es in kaum einer anderen Stadt Deutschlands gab. Der erste urkundlich erwähnte Trinkwasserbrunnen war um 1412 vor den Toren der Altstadt am Schwibbogentor (1867 abgebrochen) entstanden. Die Augsburger Ratsherren wollten den Bürgern ihrer wohlhabenden Stadt eine besondere Vergünstigung bieten und auch einen Vorsprung vor anderen Städten, die damals noch keine Trinkwasserversorgung hatten, zeigen. Daher boten sie das Trinkwasser kostenlos für alle Bürger der Reichsstadt Augsburg an.
Die erste komplette Trinkwasserversorgung entstand im Ulrichsviertel, als einige Jahre später die Brunnenanlagen am Roten Tor errichtet wurden. Sie bestanden aus Wassertürmen, Pumpwerk und dem Brunnenmeisterhaus. Noch heute ist die Anlage, die nicht mehr benutzt wird, weitgehend erhalten und zur Besichtigung geöffnet. Nach Fertigstellung konnten die öffentlichen Gebäude der Stadt über fünftausend Röhren mit Trinkwasser versorgt werden. Ab dem 16. Jahrhundert wurden mit dem Bau eines Rohrsystems auch Privathäuser innerhalb der Stadtmauern versorgt.

## Sehenswürdigkeiten
- Rotes Tor und Wallanlagen
- Wassertürme (Augsburg) am Roten Tor (Schwäbisches Handwerkermuseum, Brunnenmeisterhaus)
- Freilichtbühne am Roten Tor
- Heilig-Geist-Spital (Spielort der Augsburger Puppenkiste)
- Evangelische Kirche im Heilig-Geist-Spital
- Dominikanerkirche (Römisches Museum)
- Handwerkerhäuser